# Paracanthostracion lindsayi
Paracanthostracion lindsayi és una espècie de peix de la família dels ostràcids i de l'ordre dels tetraodontiformes.

## Hàbitat
És un peix marí, de clima temperat i bentopelàgic.

## Distribució geogràfica
Es troba a Nova Zelanda.

## Observacions
És inofensiu per als humans.